# Хомос (футболіст)
Мохамед Соліман Закі (араб. محمد سليمان زكي, нар. 1 січня 1979), відомий як Хомос (араб. حمص) — єгипетський футболіст, що грав на позиції півзахисника за клуб «Ісмайлі», а також національну збірну Єгипту. По завершенні ігрової кар'єри — тренер.

## Клубна кар'єра
Народився 1 січня 1979 року в Ісмаїлії. Вихованець футбольної школи місцевого «Ісмайлі». Дорослу футбольну кар'єру розпочав 1997 року в основній команді того ж клубу, в якій провів сімнадцять сезонів, взявши участь у 333 матчах усіх турнірів.
Завершував ігрову кар'єру у команді «Ваді Дегла», за яку виступав протягом 2014—2015 років.

## Виступи за збірні
2000 року провів одну гру у складі молодіжної збірної Єгипту.
Того ж 2000 року дебютував в офіційних матчах за національну збірну Єгипту. Був у її складі учасником розіграшу Кубка конфедерацій 2009. На цьому турнірі виходив на поле в одній грі — матчі проти збірної Італії, в якому забив єдиний гол зустрічі, принісши таким чином перемогу своїй команді. Примітно, що цей гол став для гравця єдиним за 21 матч, проведений ним протягом десятиріччя у формі національної команди Єгипту.

## Кар'єра тренера
Завершивши ігрову кар'єру, вирішив присвятити себе тренерській роботі і 2016 року увійшов до тренерського штабу оманського «Дофара» як асистент головного тренера. Згодом працював на аналогічних посадах у низці єгипетських клубних команд.
| Дата       | Місто        | Господарі | Результат               | Гості          | Турнір             | Голи | Примітки |
| ---------- | ------------ | --------- | ----------------------- | -------------- | ------------------ | ---- | -------- |
| 07-06-2000 | Каїр         | Єгипет    | 1 – 1 д.ч. (8 – 7 п.п.) | Іран           | товариський матч   | -    | 46'      |
| 09-06-2000 | Каїр         | Єгипет    | 0 – 1                   | Південна Корея | товариський матч   | -    |          |
| 17-06-2000 | Каїр         | Єгипет    | 2 – 0                   | Гана           | товариський матч   | -    | 46'      |
| 09-07-2000 | Дакар        | Сенегал   | 0 – 0                   | Єгипет         | Відбір до ЧС 2002  | -    | 80'      |
| 25-08-2000 | Каїр         | Єгипет    | 2 – 1                   | Кенія          | товариський матч   | -    |          |
| 26-04-2001 | Каїр         | Єгипет    | 1 – 2                   | Південна Корея | товариський матч   | -    | 46'      |
| 10-06-2001 | Найробі      | Кенія     | 1 – 1                   | Єгипет         | товариський матч   | -    |          |
| 10-10-2003 | Каїр         | Єгипет    | 1 – 0                   | Сенегал        | товариський матч   | -    | 46'      |
| 18-12-2003 | Каїр         | Єгипет    | 2 – 0                   | Ірак           | товариський матч   | -    | 46'      |
| 24-05-2004 | Каїр         | Єгипет    | 2 – 0                   | Зімбабве       | товариський матч   | -    | 46'      |
| 29-05-2004 | Каїр         | Єгипет    | 2 – 0                   | Габон          | товариський матч   | -    | 46'      |
| 06-06-2004 | Омдурман     | Судан     | 0 – 3                   | Єгипет         | Відбір до ЧС 2006  | -    | 63'      |
| 17-10-2007 | Осака        | Японія    | 4 – 1                   | Єгипет         | товариський матч   | -    |          |
| 07-09-2008 | Кіншаса      | ДР Конго  | 0 – 1                   | Єгипет         | Відбір до ЧС 2010  | -    | 60'      |
| 12-10-2008 | Каїр         | Єгипет    | 4 – 0                   | Джибуті        | Відбір до ЧС 2010  | -    | 64'      |
| 30-05-2009 | Маскат       | Оман      | 0 – 1                   | Єгипет         | товариський матч   | -    |          |
| 18-06-2009 | Йоганнесбург | Єгипет    | 1 – 0                   | Італія         | Кубок Конфедерацій | 1    |          |
| 05-07-2009 | Каїр         | Єгипет    | 3 – 0                   | Руанда         | Відбір до ЧС 2010  | -    |          |
| 02-10-2009 | Каїр         | Єгипет    | 4 – 0                   | Маврикій       | товариський матч   | -    | 57'      |
| 05-11-2009 | Асуан        | Єгипет    | 5 – 1                   | Танзанія       | товариський матч   | -    |          |
| 14-11-2009 | Каїр         | Єгипет    | 2 – 0                   | Алжир          | Відбір до ЧС 2010  | -    | 56'      |
| Усього     |              | Матчів    | 21                      |                | Голів              | 1    |          |

## Титули і досягнення
- Чемпіон Єгипту (1):

«Ісмайлі»: 2001-2002
- Володар Кубка Єгипту (1):

«Ісмайлі»: 2000